# 행정질서벌
행정질서벌(行政秩序罰)이란 행정벌의 하나로서, 행정형벌과는 달리 형법에 없는 과태료를 과하는 경우를 말한다. 행정질서벌은 행정상의 질서위반에 대하여 금전으로 제재를 가하는 행정법상 의무이행 확보수단의 하나이며 형벌이 아니므로, 형법총칙의 적용을 받지 않으며, 처벌절차도 형사소송법에 의하지 않는다.

## 판례
- 과태료와 같은 행정질서벌은 행정질서유지를 위한 의무의 위반이라는 객관적 사실에 대하여 과하는 제재이므로 반드시 현실적인 행위자가 아니라도 법령상 책임자로 규정된 자에게 부과되고 원칙적으로 위반자의 고의·과실을 요하지 아니하나, 위반자가 그 의무를 알지 못하는 것이 무리가 아니었다고 할 수 있어 그것을 정당시할 수 있는 사정이 있을 때 또는 그 의무의 이행을 그 당사자에게 기대하는 것이 무리라고 하는 사정이 있을 때 등 그 의무 해태를 탓할 수 없는 정당한 사유가 있는 때에는 이를 부과할 수 없다.[1]